# 高湖
高 湖（こう こ、生没年不詳）は、中国の後燕から北魏にかけての人物。字は大淵。本貫は渤海郡蓨県。曾祖父は西晋の玄菟郡太守高隠と記録されているがこれは後代に漢族化した記録で元は鮮卑族または高句麗の出身である。祖父は後燕の司空高慶。父は後燕の吏部尚書高泰。高歓の曾祖父にあたる。

## 経歴
後漢の太子太傅高裒の後裔と称した後燕の吏部尚書高泰の子として生まれた。若くして兄の高韜とともに名を知られた。後燕の顕職を歴任し、散騎常侍となった。395年（北魏の登国10年）、慕容垂が太子の慕容宝を派遣して北魏を攻撃しようとした。高湖は強くこの戦争に反対したため、慕容垂の怒りを買って免官された。高湖の予見どおり、慕容宝は参合陂の戦いで北魏に大敗した。慕容宝が即位すると、高湖は征虜将軍・燕郡太守として再起した。慕容宝が和龍に逃れ、慕容氏の兄弟があい争うようになると、高湖は後燕の衰乱ぶりを見限って、3000戸を率いて北魏に帰順した。道武帝によって東阿侯の爵位を賜り、右将軍の位を加えられ、代東の諸部を総べた。明元帝のとき、寧西将軍・涼州鎮都大将に任じられ、姑臧に駐屯した。享年70で死去した。鎮西将軍・秦州刺史の位を追贈された。諡は敬といった。

## 子女
- 高真
- 高各抜
- 高謐
- 高稚

## 伝記資料
- 『魏書』巻32 列伝第20
- 『北斉書』巻1 帝紀第1
- 『北史』巻6 斉本紀第6